# Stephen Stills 2
Stephen Stills 2 is een muziekalbum van Stephen Stills uit 1971. Het album luidde een korte periode in waarin de leden van Crosby, Stills, Nash & Young (CSNY) allen hun solowerk uitgaven. Zoals de titel van het album aangeeft, is dit het tweede album van Stills als soloartiest.
Het album bereikte plaats 8 in de Billboard 200. Twee nummers verschenen op singles die de Billboard Hot 100 bereikten, namelijk Change partners op nummer 43 en Marianne op 42.
Enkele van de gastartiesten die op het album meespeelden, zijn Eric Clapton, Billy Preston, Nils Lofgren, Gasper Lawal, en de CSNY-musici David Crosby en Dallas Taylor.

## Nummers
| Nr. | naam                    | schrijver                      | duur |
| --- | ----------------------- | ------------------------------ | ---- |
| A1  | Change partners         | Stephen Stills                 | 3:13 |
| A2  | Nothin' to do but today | Stephen Stills                 | 2:40 |
| A3  | Fishes and scorpions    | Stephen Stills                 | 3:13 |
| A4  | Sugar babe              | Stephen Stills                 | 4:04 |
| A5  | Know you got to run     | Stephen Stills en John Hopkins | 3:50 |
| A6  | Open secret             | Stephen Stills                 | 5:00 |
| B1  | Relaxing town           | Stephen Stills                 | 2:20 |
| B2  | Singin' call            | Stephen Stills                 | 3:01 |
| B3  | Ecology song            | Stephen Stills                 | 3:22 |
| B4  | Word game               | Stephen Stills                 | 4:13 |
| B5  | Marianne                | Stephen Stills                 | 2:27 |
| B6  | Bluebird revisited      | Stephen Stills                 | 5:23 |